# Lambda-barion

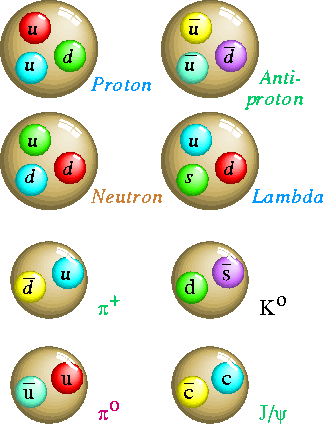
Néhány barion és mezon felépítése

A részecskefizikában a lambda-barion (vagy Λ-barion) egy, a hadronok családjába tartozó elemi részecske, melynek töltése +1 vagy semleges lehet. 

## Felfedezése
1947-ben kozmikus sugarak tanulmányozásakor atommag-proton szóródásakor egy olyan részecskét fedeztek fel, amelynek felezési ideje a várt 10-23 s helyett sokkal hosszabb volt, mintegy 10-10 s. A részecskét lambda részecskének nevezték el ({\textstyle \Lambda ^{0}}), a kezdetekben azonban sokáig csak 'különös partikulumként' tartották számon - utalva a jelenség sajátos mivoltára - később ez a megnevezés megmaradt és ma is különös kvarknak nevezik azt a kvark típust, amely a lambda-részecskét is felépíti. 

## Fizikai tulajdonságai
A lambda részecske tehát a protonhoz és a neutronhoz hasonlóan egy barion, és egy uds kvark tripletből áll. A lambda-barion {\textstyle 2,9\centerdot 10^{-10}}s alatt egy 939{\textstyle MeV} tömegű protonra és egy 140 {\textstyle MeV} tömegű {\displaystyle \pi -}mezonra bomlik. 
{\displaystyle \Lambda ^{0}\longrightarrow p^{+}+\pi ^{-}}
A rövidebb életidőt a kísérletek során azért feltételezték, mert a lambda-barion – mint az erős kölcsönhatásban részt vevő részecske – életideje igen rövid. A létrejövő nagyságrendekkel hosszabb felezési idő egy teljesen új szemléletet adott az energiamegmaradási törvény tekintetében is. 